# Château de Vizille
Le château de Vizille (prononcer [vi.zil]) également appelé Domaine départemental de Vizille est un parc de cent hectares dans lequel est situé le château Lesdiguières abritant le musée de la Révolution française. Le château du XVIIe siècle se dresse sur la commune de Vizille dans le département français de l'Isère en région Auvergne-Rhône-Alpes.
À la suite de la journée des Tuiles en 1788, le château est le lieu de la réunion des états généraux du Dauphiné qui allait engendrer parmi d'autres événements la Révolution française. Il fait l'objet d’un classement au titre des monuments historiques par la liste de 1862. La maison et le moulin situés près du château ainsi que le mur clôturant l'ensemble du domaine font l'objet d'une inscription au titre des monuments historiques par arrêté du 3 octobre 1989. La cour d'honneur et le parc font l'objet d’un classement au titre des monuments historiques par arrêté du 23 août 1991.

## Situation
Le Domaine de Vizille est situé dans le département français de l'Isère sur la commune Vizille approximativement au centre du bourg, et à 16 kilomètres au sud-est de Grenoble.
La colline où est implanté le château est percée au début du XIXe siècle d'un tunnel.

## Histoire

### Les ducs de Lesdiguières et de Villeroy
L'histoire du château de Vizille est étroitement liée à celle des six ducs successifs de Lesdiguières, qui en furent tour à tour le propriétaire.
Le château a été aménagé au début du XVIIe siècle par François de Bonne (1543-1626), 1er duc de Lesdiguières, gouverneur du Dauphiné, compagnon d’armes d’Henri IV et dernier connétable de France. En 1593 François de Bonne achète les terres du domaine et entreprend d'y construire une demeure. Le domaine est agrandi à partir de 1600 et d'importants travaux y sont effectués, sous la direction des architectes Pierre La Cuisse puis Guillaume Le Moyne, un parc à la française est créé avec une pièce d'eau rectiligne, un grand canal, long de 800 m, face au château.
Le parvis du château est, quant à lui, agrémenté de quatre parterres que séparent des canaux en croix autour d'un bassin ovale avec un jet d'eau et une statue d'Hercule.
A François de Bonne, succède son gendre, Charles de Créquy, deuxième duc de Lesdiguières, mort en 1638, puis le fils de celui-ci, François de Bonne de Créquy, troisième duc de Lesdiguières, mort en 1676, et le fils de celui-ci, François Emmanuel de Bonne de Créquy, quatrième duc de Lesdiguières, gouverneur du Dauphiné, mort en 1681. Son fils, Jean François Paul de Bonne de Créquy lui succède à Vizille et comme duc de Lesdiguières, mais meurt sans postérité en 1703. il a pour héritier son parent Alphonse de Créquy, comte de Canaples, qui devient le 6e duc de Lesdiguières et meurt en 1711, également sans postérité.
Le domaine de Vizille échoit alors à Paule Marguerite de Gondi, veuve de François Emmanuel de Bonne de Créquy. Cette dernière, sans descendance, laisse pour héritier son neveu, François Paul de Neufville de Villeroy, archevêque de Lyon, mort en 1731, auquel succède à Vizille son frère Louis Nicolas de Neufville, 3e duc de Villeroy, mort en 1734. Son petit-fils, Gabriel Louis François de Neufville de Villeroy, 5e duc de Villeroy, vend le domaine de Vizille en 1780.

### Vente en 1780
Claude Perier, banquier et industriel, achète alors le château et y installe, dans une aile, une manufacture d’impression sur tissu.
Partisan des idées nouvelles, Perier accepte de recevoir le 21 juillet 1788, dans la salle du jeu de paume du vieux château, l’assemblée des trois ordres de la province (réunion des états généraux du Dauphiné), interdite de réunion à Grenoble par le lieutenant-général du Dauphiné, le maréchal de Vaux. Il tente ainsi de forcer le processus révolutionnaire.
En 1834, son petit-fils fait redessiner le parc à l'anglaise.

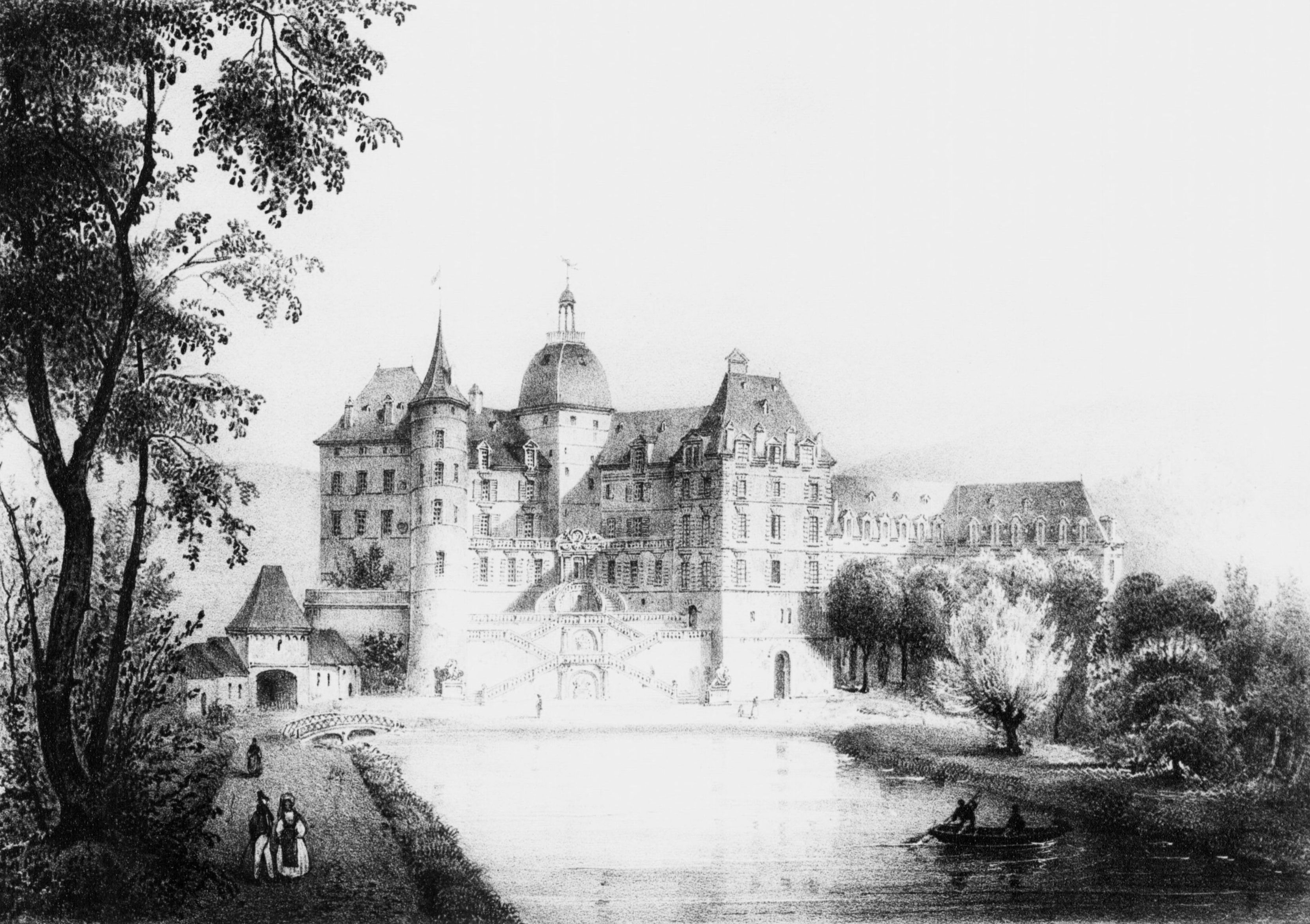
Le château avant son incendie de 1865.

Le domaine passe, après la mort de Claude Perier en 1801, à son fils, Augustin Perier, puis, en 1833, au fils de ce dernier, Adolphe-Joseph-Scipion Perier, banquier, conseiller de la Cour des comptes, qui épousera une des petites-filles du marquis de La Fayette.
Le domaine est mis en adjudication en 1862 après la mort d'Adolphe Perier. Henry-Frédéric Fontenilliat en devient alors propriétaire. Il poursuivit les travaux de restauration du château, dont ceux de l'escalier monumental. Il passe ensuite à sa fille, Camille Fontenilliat, et à son gendre, Auguste Casimir-Perier, descendant de Claude Perier.
En 1865, quarante ans après un premier incendie qui ne détruit que du mobilier de Lesdiguières, un nouvel incendie se déclare dans l'aile est du château où se trouvent la salle du jeu de paume et la grande galerie des batailles. Derniers témoins de l'assemblée de Vizille de 1788, ces salles sont définitivement démolies l'année suivante.

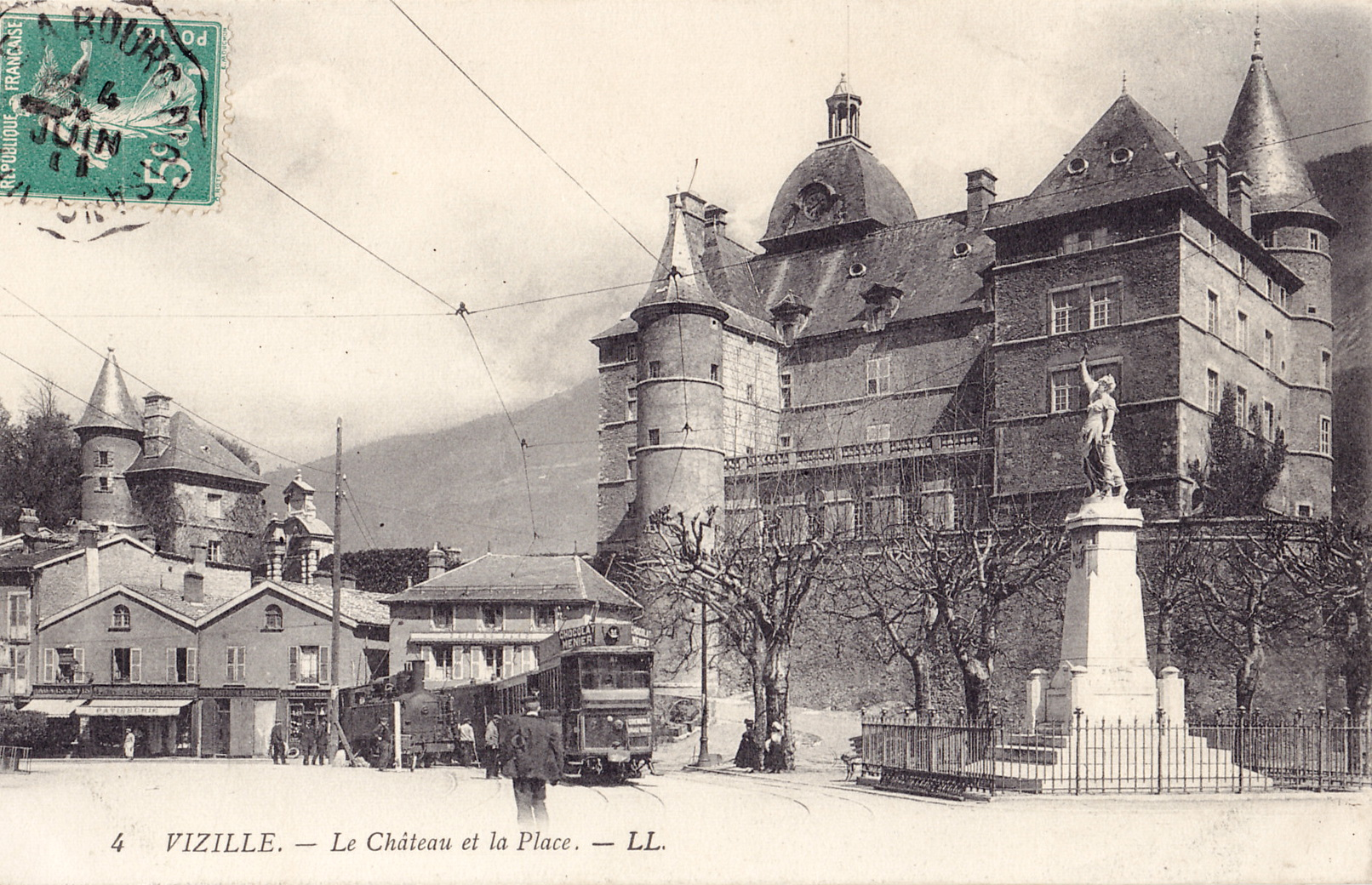
Le château de Vizille en 1910.
Sur la place, une locomotive à vapeur et un tramway électrique des Voies ferrées du Dauphiné.

Propriété jusqu’en 1895 de l’influente famille Casimir-Perier, connue pour son engagement politique au sein de la bourgeoisie libérale, le domaine passe ensuite entre plusieurs mains privées avant d’être acquis par l’État en 1924,

### Achat par l'État en 1924
Conformément à un vœu national, l'Etat achète le château en 1924, afin de préserver du démembrement ce qui était devenu un haut lieu d’histoire et de tradition républicaine, honoré par les visites familiales, amicales, officielles ou militantes de La Fayette, Casimir Perier, Adolphe Thiers, Sadi Carnot et Jean Jaurès.
Cinq présidents de la République y séjournèrent de 1925 à 1960 : Gaston Doumergue, Albert Lebrun, Vincent Auriol, René Coty, qui y passa chaque été de 1954 à 1958, et le général de Gaulle. Ce dernier y fit un seul passage dans la nuit du 6 au 7 octobre 1960, marquant ainsi la dernière visite d'un président dans les lieux et préférant séjourner au Fort de Brégançon sur la commune de Bormes-les-Mimosas (Var).

### Achat par le département de l'Isère en 1973 et Musée de la Révolution française
Le domaine, peu utilisé par l'Etat en définitive, est cédé au Conseil général de l'Isère en 1973.
En 1983, anticipant sur la célébration du bicentenaire de la Révolution française, les collections du Musée de la Révolution française sont installées dans le château.
Le 13 janvier 2014, à l'occasion du regroupement de l'ancienne Communauté de communes du Sud Grenoblois dont faisait partie Vizille, avec la Communauté d'agglomération Grenoble Alpes Métropole, le château de Vizille a été le lieu de la cérémonie des vœux pour la nouvelle structure intercommunale devenue une métropole française au 1er janvier 2015.

## Légende
D'après les veillées d'hiver du Dauphiné, le mur d’enceinte du parc aurait été construit en une nuit par le diable et ses sbires, dans le cadre d'un pacte avec François de Bonne de Lesdiguières. Ce dernier devait partir à cheval en ligne droite à minuit sonnant. Si le mur était achevé avant qu'il atteigne le bout du parc, le diable emporterait son âme.
Le duc de Lesdiguières accepta et arriva au bout du parc, mais alors que les démons allaient clore le mur, il fit franchir à son cheval les moellons d’un bond. Le duc conserva son âme, mais la construction fut si rapide qu'une partie de la queue du cheval resta dans le mur.

### Château

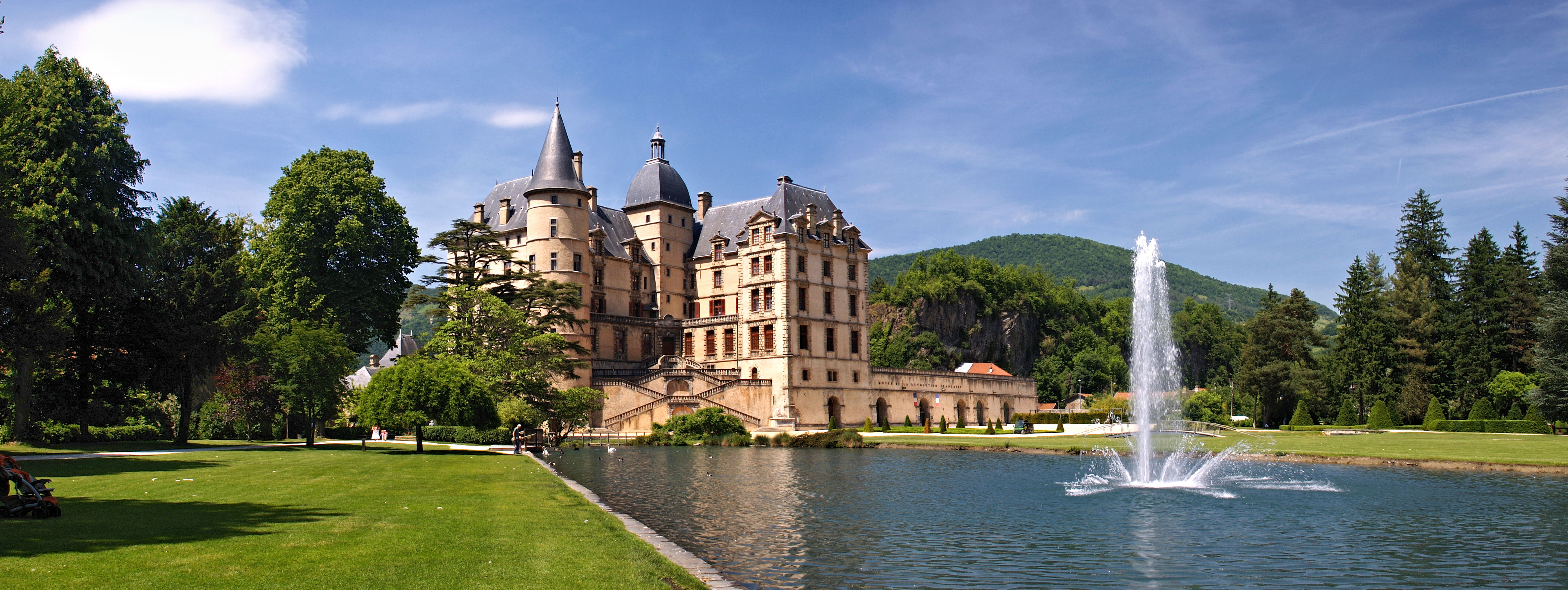
Panorama depuis le parc.

## Description

### Parc et jardins
Le site du Domaine départemental de Vizille est le premier lieu touristique de l'Isère avec plus de 800 000 visiteurs chaque année. Le jardin est depuis 2005 labellisé « jardin remarquable de France ».

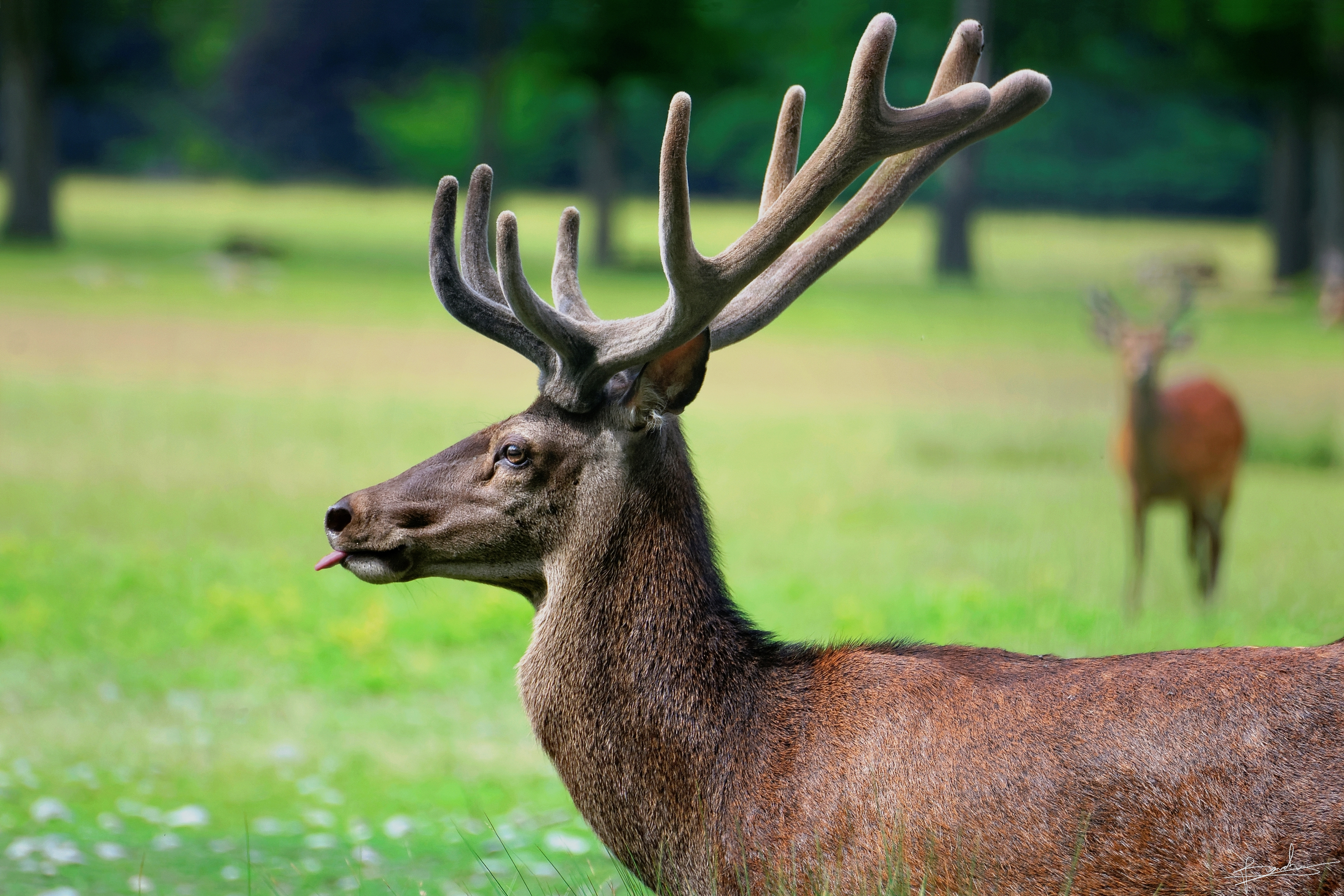
Cerf dans le parc du Domaine de Vizille

Le parc dessiné au XIXe siècle a été classé monument historique le 23 août 1991 ; ce classement comprend le mur de clôture et les clôtures de jardins, l'allée, la pièce d'eau ainsi que son escalier. En 1924, après son acquisition par l'État, la roseraie plantée en 1910 par le comte Alberto Garone est l'objet d'une réfection. Elle abrite depuis 2008 une copie en bronze de la statue dite d'Hercule Lesdiguières, l'original, commandé au XVIe siècle, est conservé au musée de Grenoble.
Les différents points d'eau sont alimentés par les sources qui se trouvent au fond du parc, les sources de la Dhuy et de la Reine. Le parc recèle plusieurs centaines de variétés d'arbres ornementaux, dont une soixantaine qualifiée de rares, telle que des cèdres de l'atlas et du Liban, des liquidambar…
L'une des curiosités du parc du Domaine de Vizille est le parc animalier.
Un belvédère donne sur l'impressionnante prairie de 60 hectares, occupée par des hardes de cervidés : le cerf élaphe, le cerf Sika, ainsi que le daim. Cygnes, canards et Bernaches du Canada peuplent les bassins, tout comme les truites de Vizille ainsi que d'énormes carpes. Quelques enclos permettent aussi d'approcher chèvres, moutons, poules, trois paons bleus, au fond du jardin.
Récemment les gestionnaires sont confrontés à une prolifération des pigeons hors de contrôle.
À voir aussi la maison de l'apiculture.

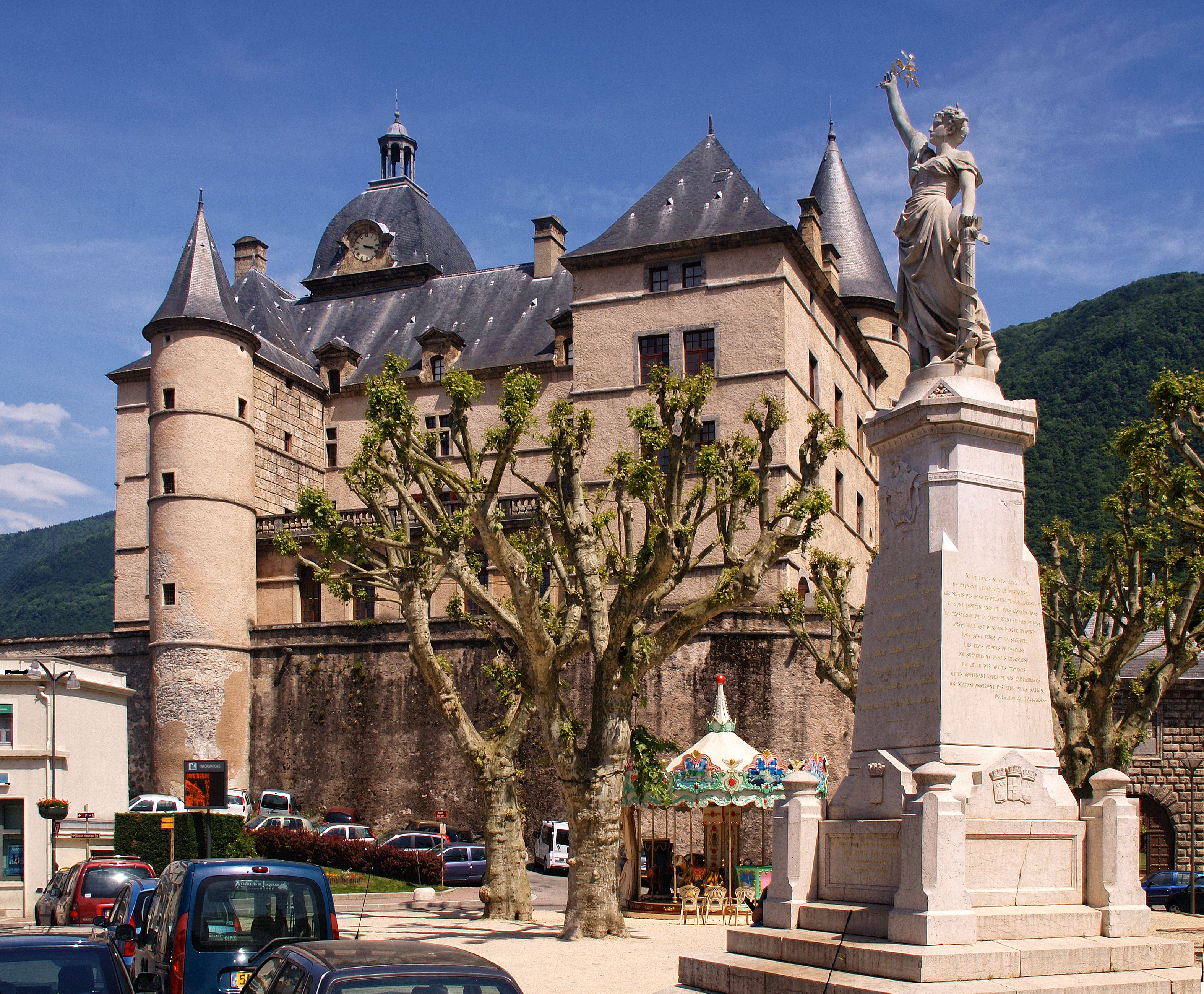
Place du château.
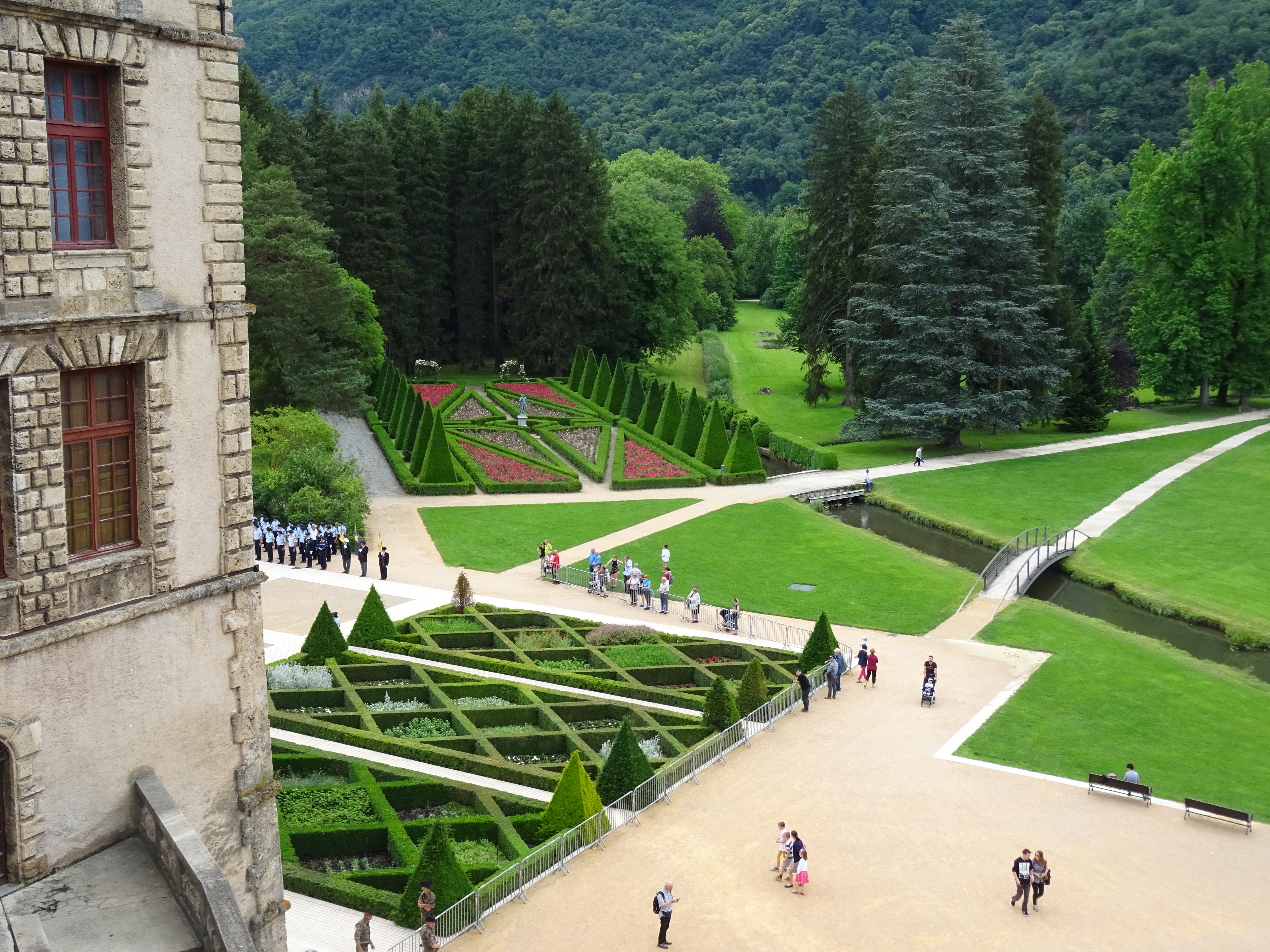
Jardins du château
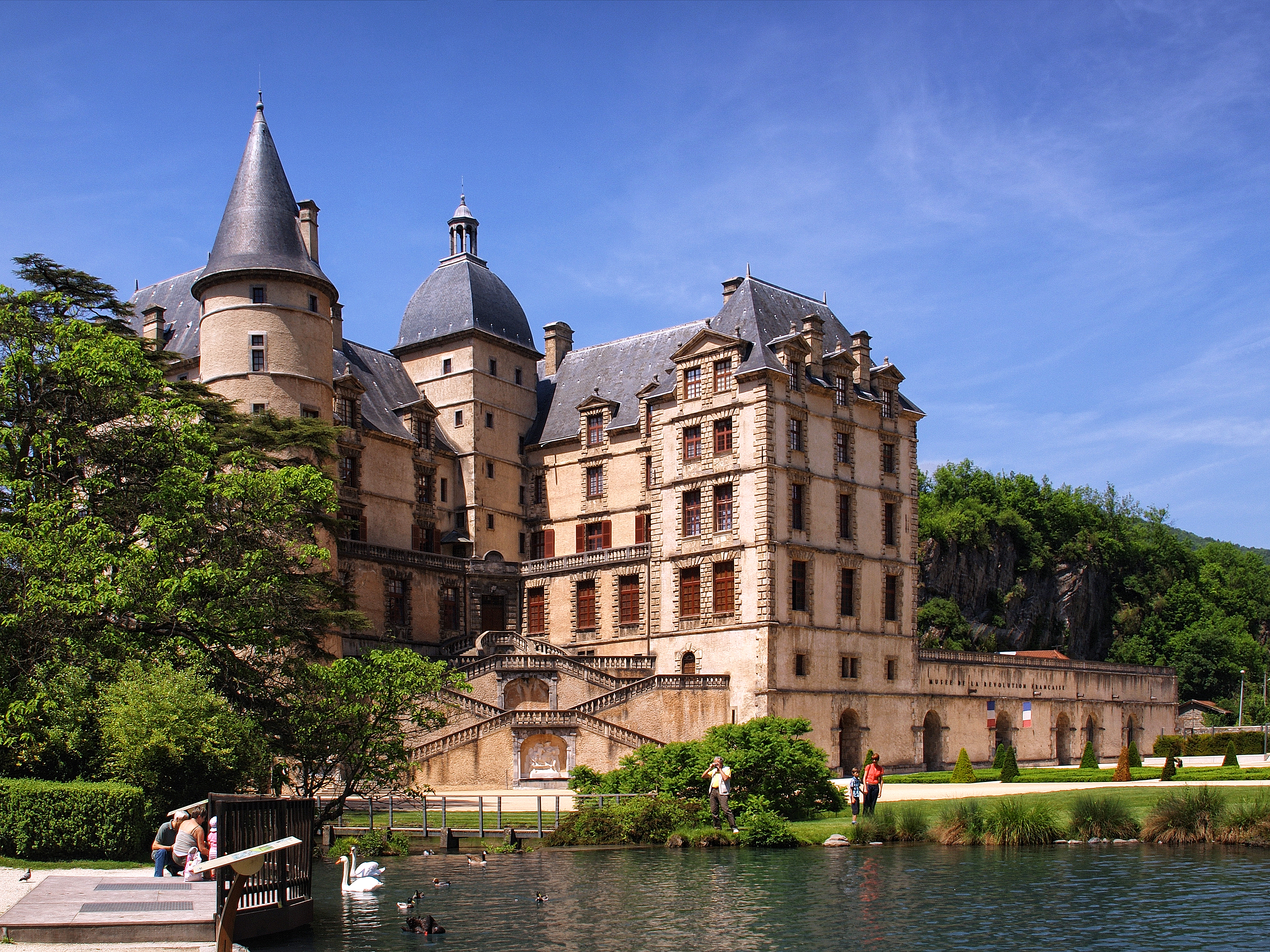
Vue depuis le parc.
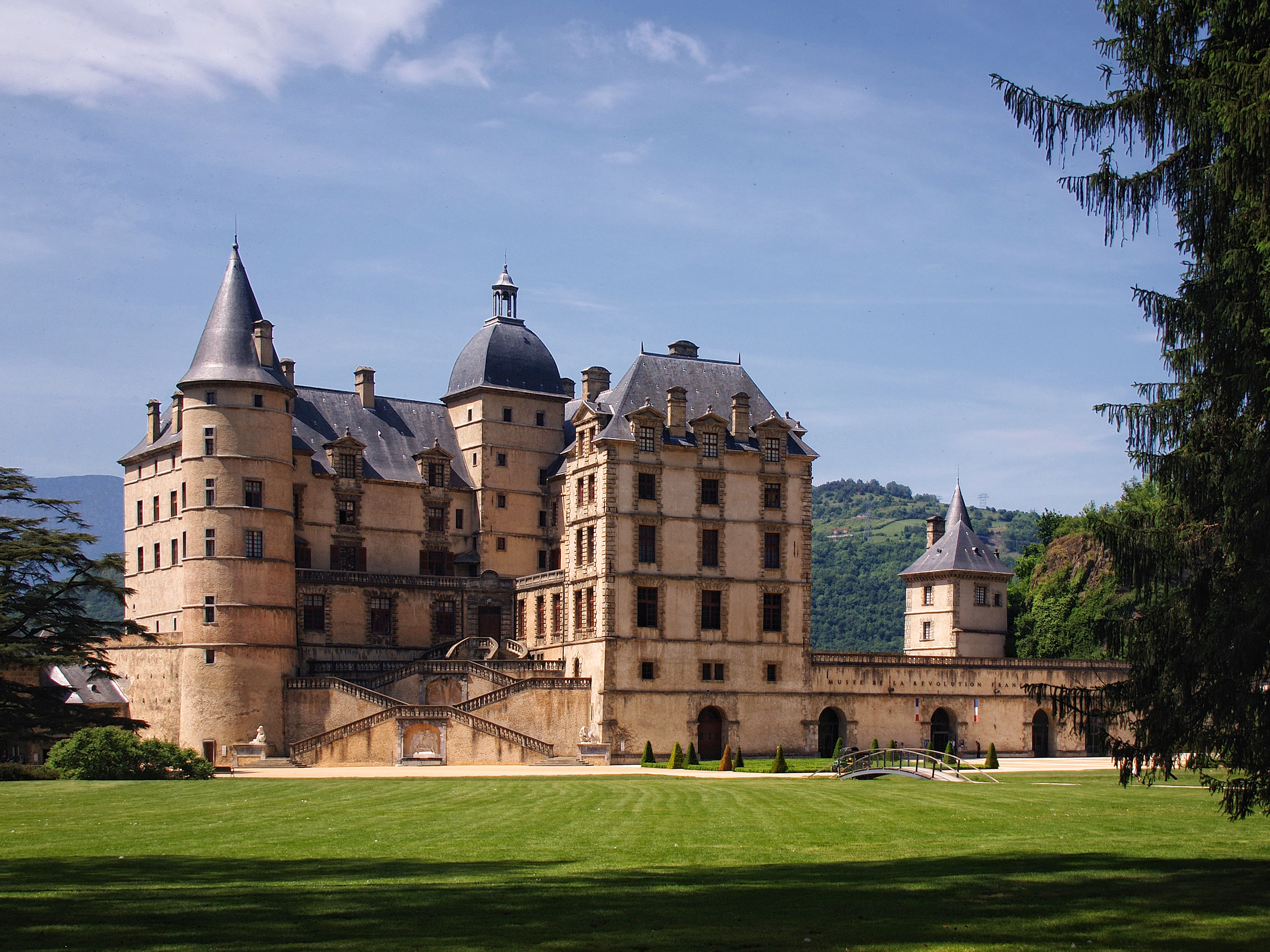
Vue depuis le parc.
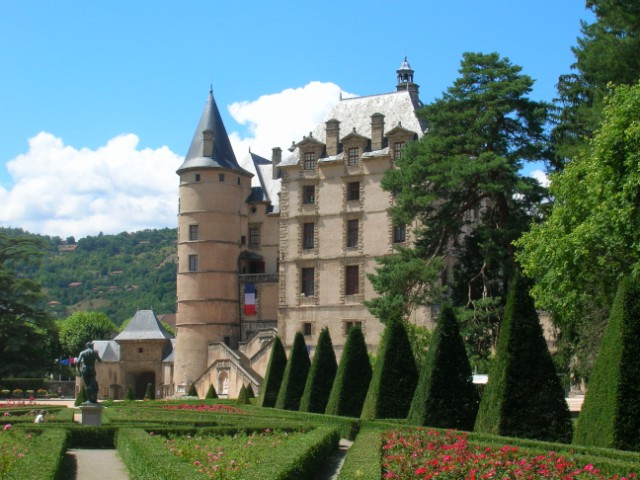
Vue de la roseraie
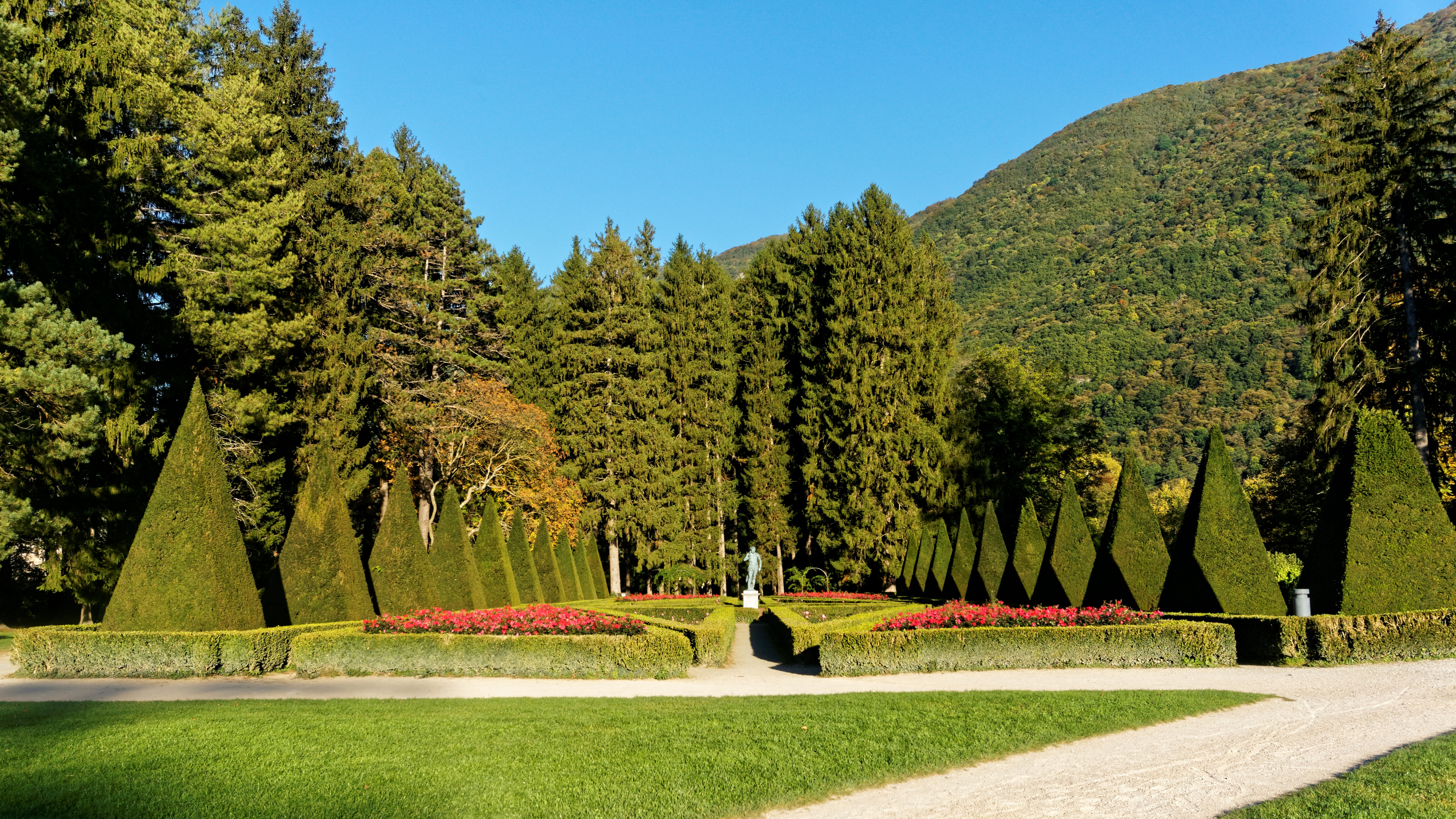
Roseraie en 2017
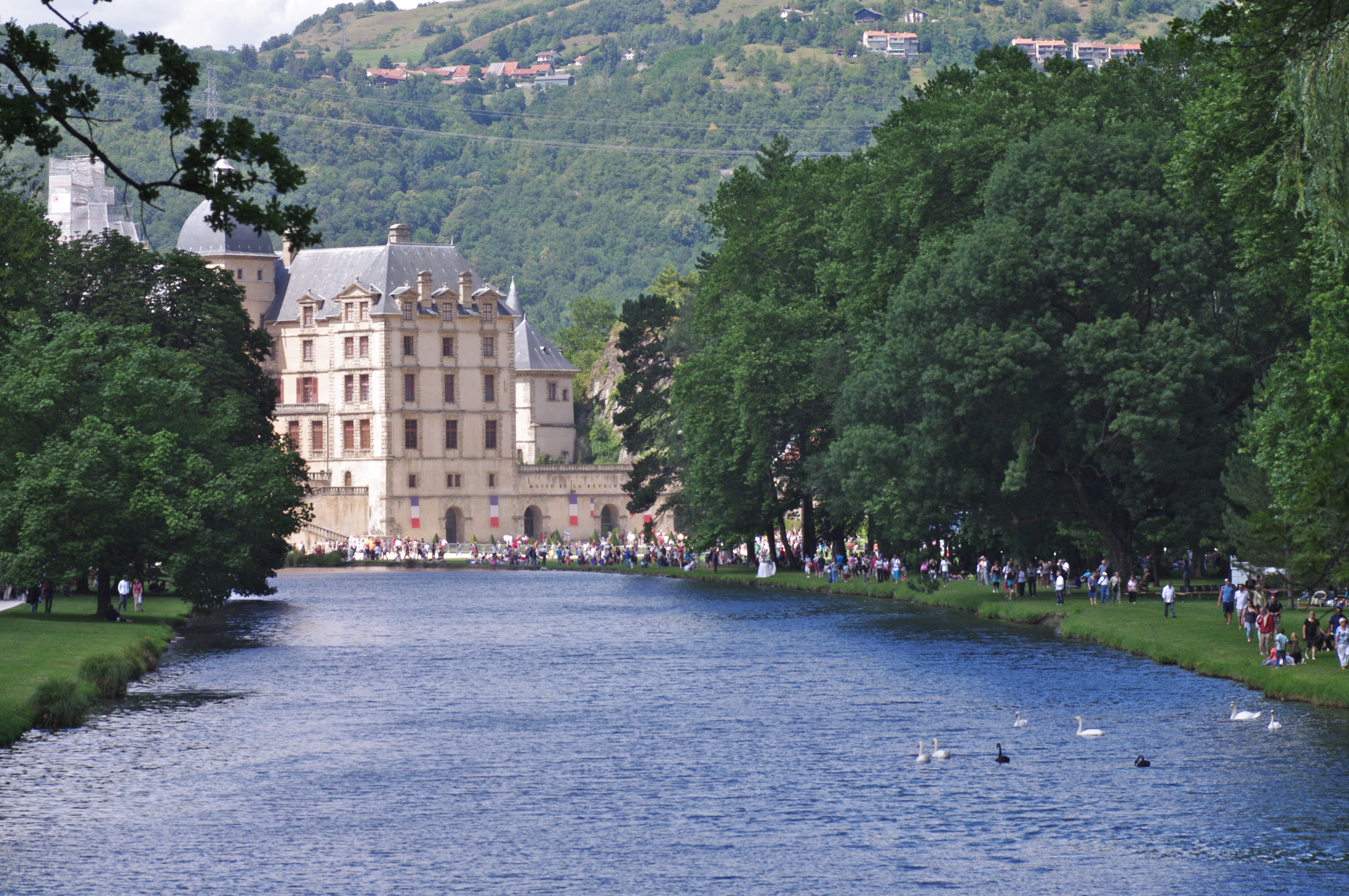
Château Lesdiguières et son parc.
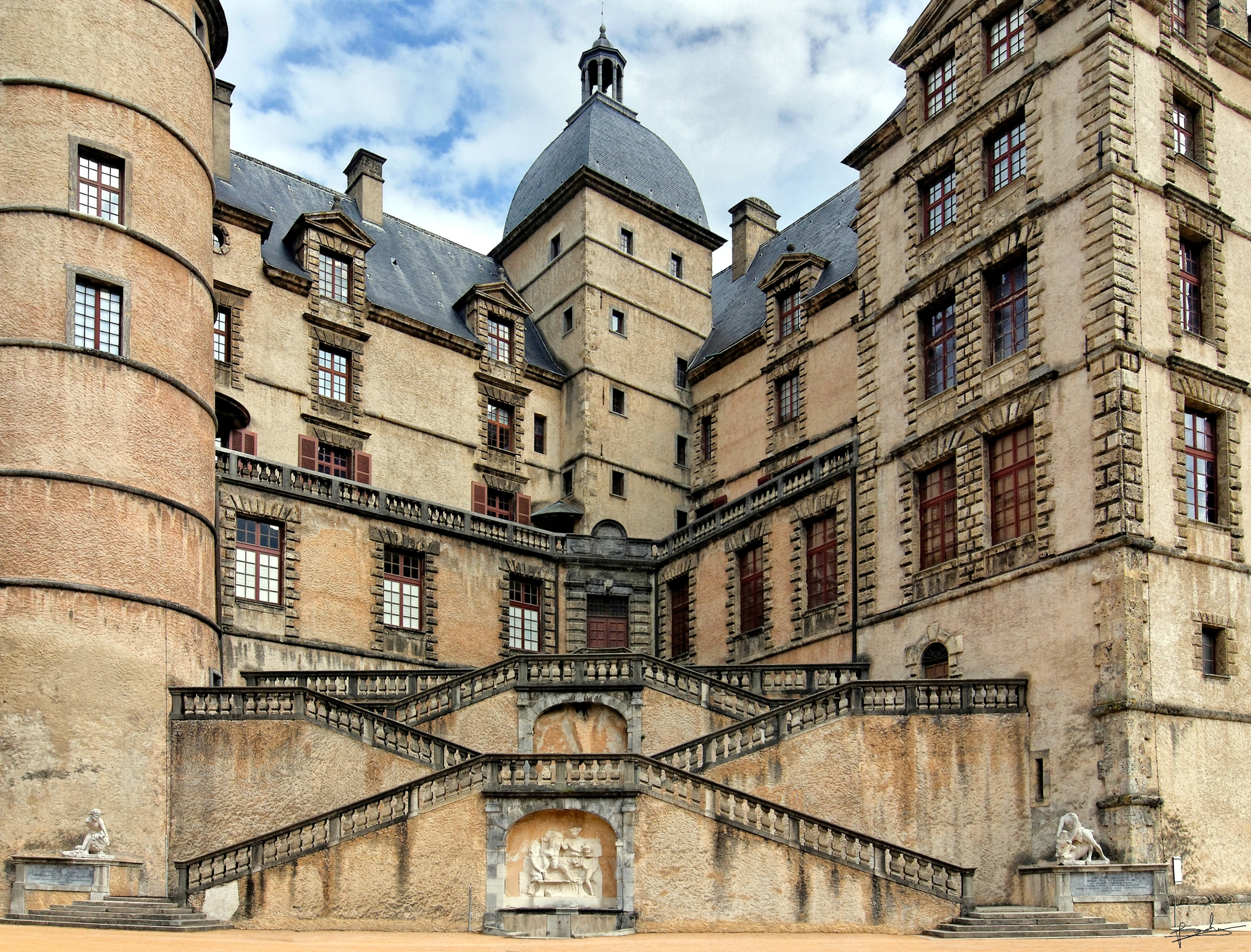
Détail face Château Lesdiguières
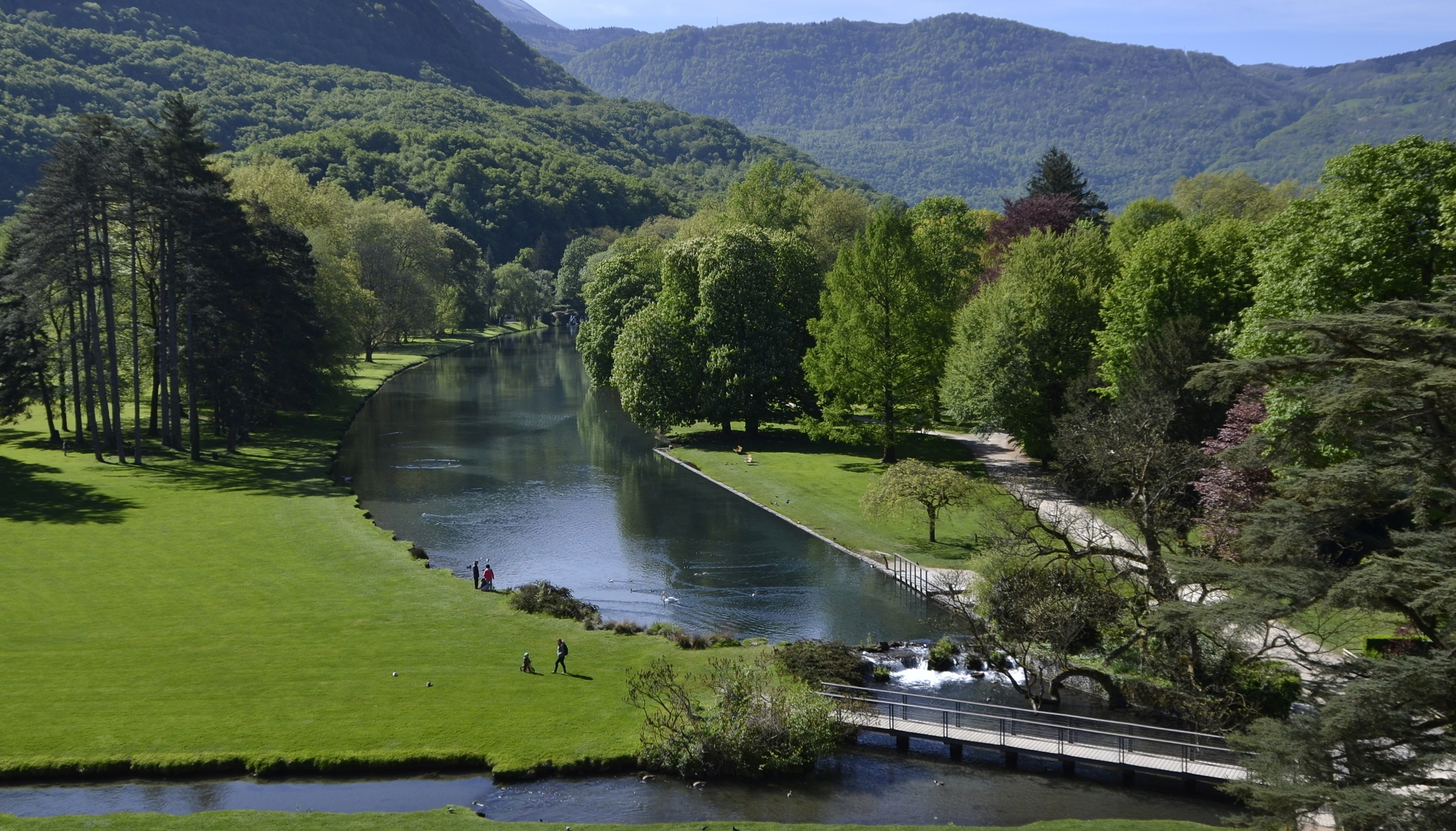
Le parc et le jardin en 2016

## Biennale d'art contemporain dans le parc
Depuis 2011, tous les deux ans, le parc du Domaine de Vizille se transforme grâce aux installations d’artistes contemporains.

### Biennale 2011

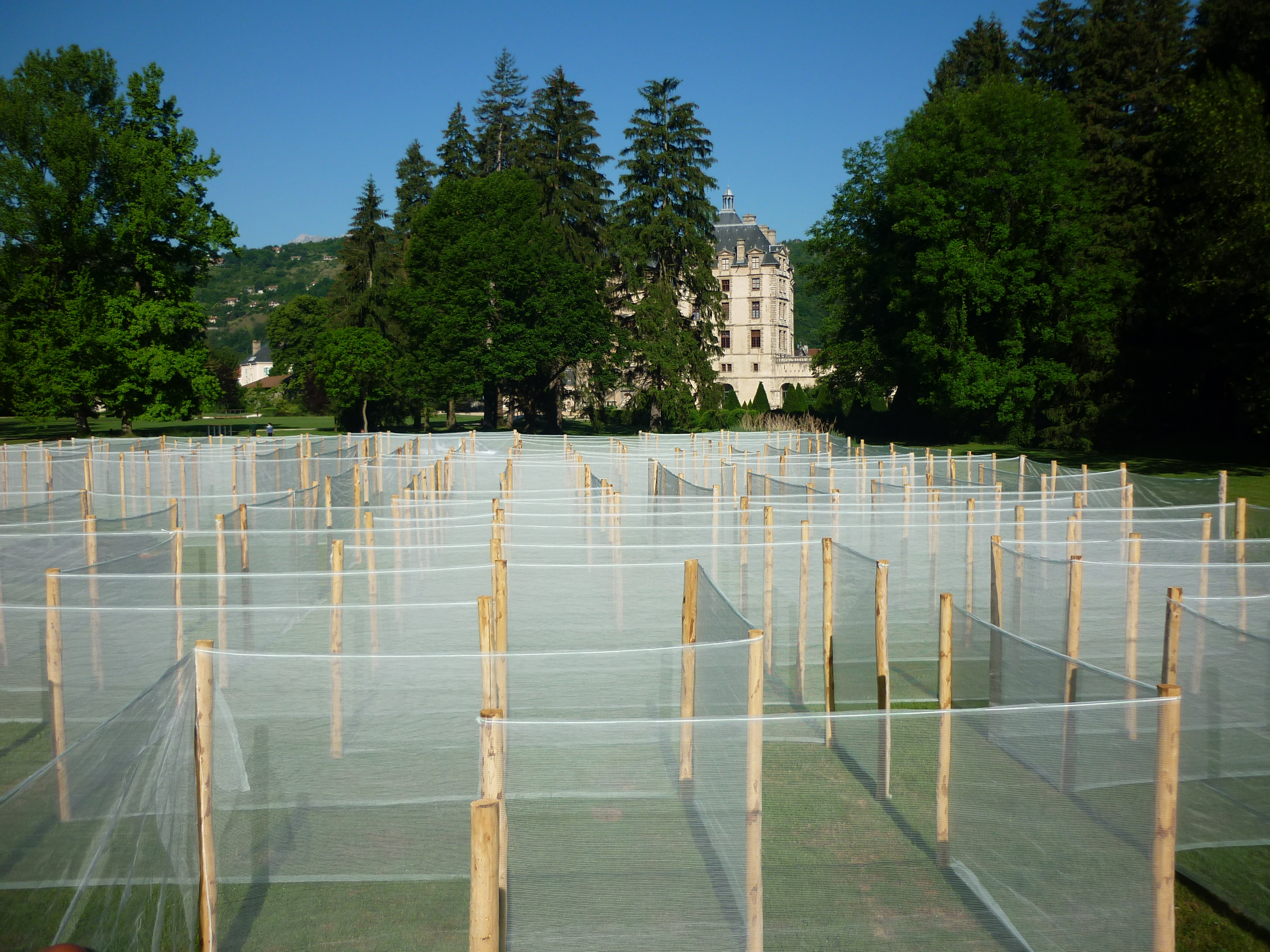
Invitation au labyrinthe, chemins voilés.

Pour sa première édition, la biennale accueillait Marie Goussé, artiste contemporaine habituée des travaux in situ, du land art et de la matière textile.
L'œuvre accueillie était Invitation au labyrinthe, chemins voilés, installée du 20 mai au 19 septembre 2011.
Elle était composée de voiles transparents et de poteaux en bois pour délimiter un labyrinthe que les visiteurs pouvaient parcourir.
L'installation utilisait les notions de fil, trame, maille, toile, textile, pour évoquer notamment les activités textiles du XIXe siècle.

### Biennale 2013

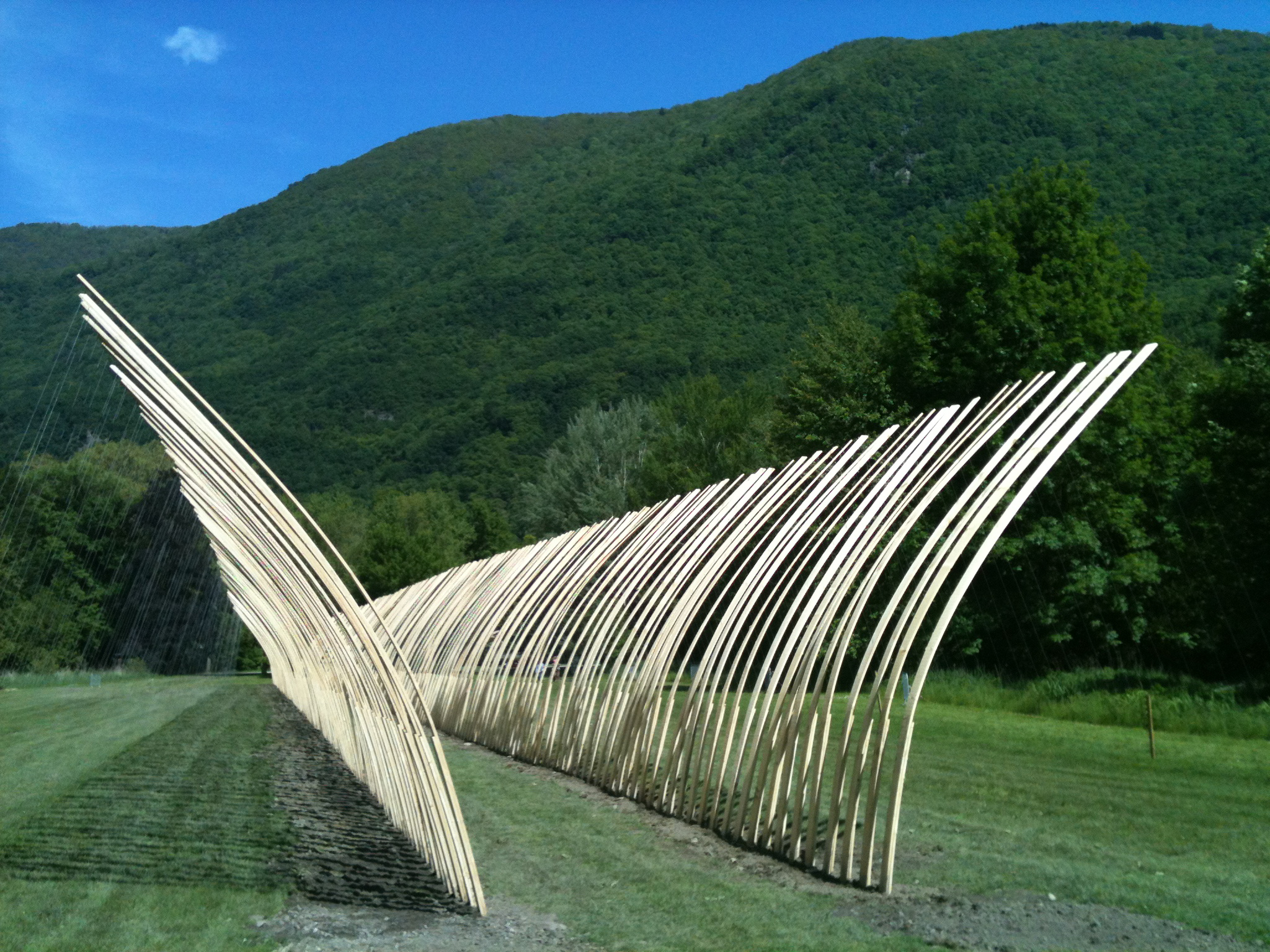
Scansions de Mireille Fulpius.

Pour sa deuxième édition en 2013, la biennale a accueilli Mireille Fulpius (d), une artiste spécialisée dans le land art et le travail du bois de toutes essences.
Du 30 mai au 16 septembre 2013, elle a déployé Scansions, une œuvre in situ, composée de 532 planches d'épicéa de 6 m de haut par 12 cm de large, que le public pouvait parcourir et traverser. Dix jours de travail, 2 kilomètres de câble et 532 tirants métalliques ont été nécessaires à Mireille Fulpius (d) pour la réalisation de cette œuvre monumentale autant artistique que technique. La maquette « Charpente » a été réalisée avec la collaboration de Tristan Leppens et Sylvie Bourcy.

### Biennale 2015

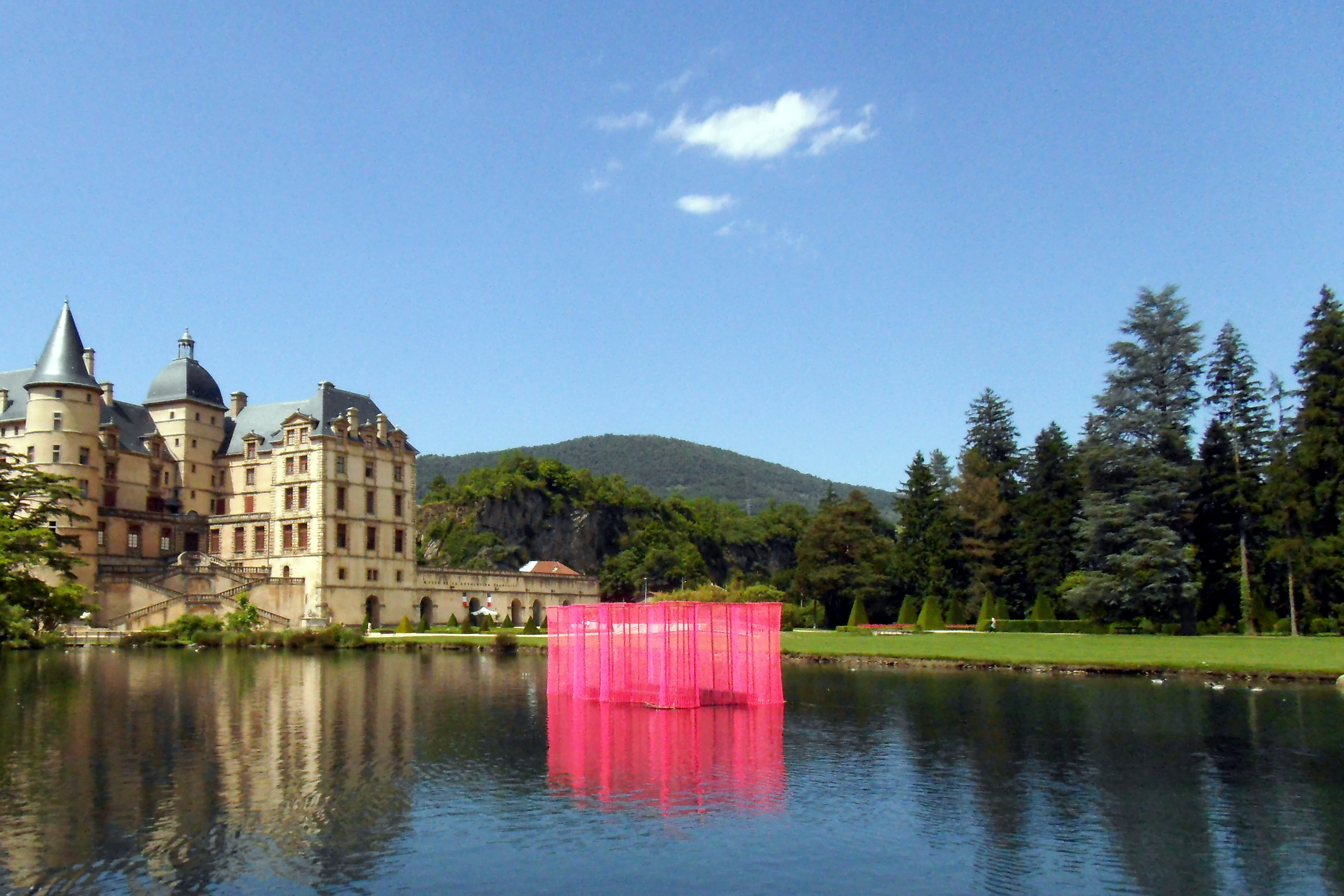
Rose Palace de Viviane Rabaud.

En 2015, c'est Viviane Rabaud (d) qui était à l'honneur de la biennale. Cette artiste contemporaine est connue pour l'utilisation de textiles, de filets, du tricot et l'usage du tricotin.
L'œuvre, Rose palace, installée du 5 juin au 21 septembre 2015, était une Bastille tissée de fils de scoubidou rose fluo, flottant sur l’eau au milieu du canal, marquant un anachronisme brutal avec son environnement. Viviane Rabaud s'est dite inspirée par la salle de la République du musée, résolument moderne, pour s'approprier la Bastille Saint-Antoine, symbole fort de la Révolution française.
Elle se référait ainsi au mouvement né dans les années 1960, l’appropriation, qui désignait l’activité fondamentale du Nouveau Réalisme telle que la définissait Pierre Restany : "Le geste d’appropriation est l’agent absolu de la métamorphose, le catalyseur de la révolution du regard."

### Biennale 2017

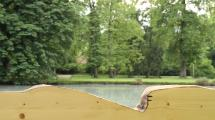
Filigrane.

En 2017, l'œuvre accueillie était issue du collectif FLCDa, composé de François Lis, architecte HMONP, Maxime Lis, designer industriel, et Clément Daneau, architecte HMONP.
Filigrane, une sculpture linéaire de bois de 200 m de longueur et de plusieurs tonnes, était installée sur la berge du grand bassin, du 2 juin au 18 septembre 2017.
Elle avait pour ambition de rendre hommage aux arbres centenaires du parc, immobiles témoins de l’histoire du site, de la ville et de ses acteurs.

### Biennale 2019
En 2019, le Domaine a accueilli 2 artistes, Cyrille André et Victoria Klotz (d) dans le cadre plus général de PAYSAGE>PAYSAGES, un événement culturel porté par le Département de l'Isère, avec pour thème annuel "paysages animaliers".
Victoria Klotz (d) est née en 1969 en Alsace. En 1998 elle s’installe dans les Pyrénées et centre sa pratique d’artiste sur une expérience des territoires naturels et de l’animalité. Son œuvre se présente sous forme de dispositifs d’observation et d’écoute, des installations, des sculptures, des photographies, du son et des propositions d’événements. Elle participe régulièrement à des expositions collectives autour des enjeux nature/culture. Son intérêt pour la pensée de la nature l’amène à intervenir in situ, dans le cadre de commandes publiques, sur sites naturels ou espaces urbains.

#### Bien communde Victoria Klotz
Avec Bien commun, Victoria Klotz (d) propose d’installer des nichoirs à oiseaux destinés aux canes colvert qui vivent dans le parc du Domaine de Vizille.
Bien commun est une œuvre composée de 109 nichoirs à canards fixés sur des portiques. L’installation formalise graphiquement l’expression « bien commun » et se propose d’apporter de l’aide aux canes qui ont des difficultés à nicher. L'œuvre témoigne de la préoccupation de Victoria Klotz (d) pour les crises climatique et écologique, et son implication dans la sauvegarde des biens communs.

#### Les sentinellesde Victoria Klotz
Les sentinelles sont une installation monumentale composée de dix sculptures animales qui nous surplombent depuis de longs mats fichés au sol, évoquant à la fois les vigies des navires anciens et les totems des tribus amérindiennes. Le traitement graphique en noir et (majoritairement) blanc fait allusion au « grand hiver » que représente la menace que l’homme fait peser sur le destin de la biodiversité.
Les espèces animales choisies, sanglier, chamois, blaireau, mouflon, antilope indienne, zèbre, chouette lapone, loup arctique, renard polaire, chèvre des montagnes rocheuses, ont été choisies pour leur présence fascinante et spectaculaire.

#### Mémoire d'eaude Cyrille André
Mémoire d'eau est une sculpture en résine polyester blanche et acier figurant une baleine, suspendue entre les arbres du parc.
Cyrille André cherche à évoquer à la fois l'évolution du paysage depuis les temps géologiques et le danger d'une élévation catastrophique du niveau des océans causée par un réchauffement climatique extrême.

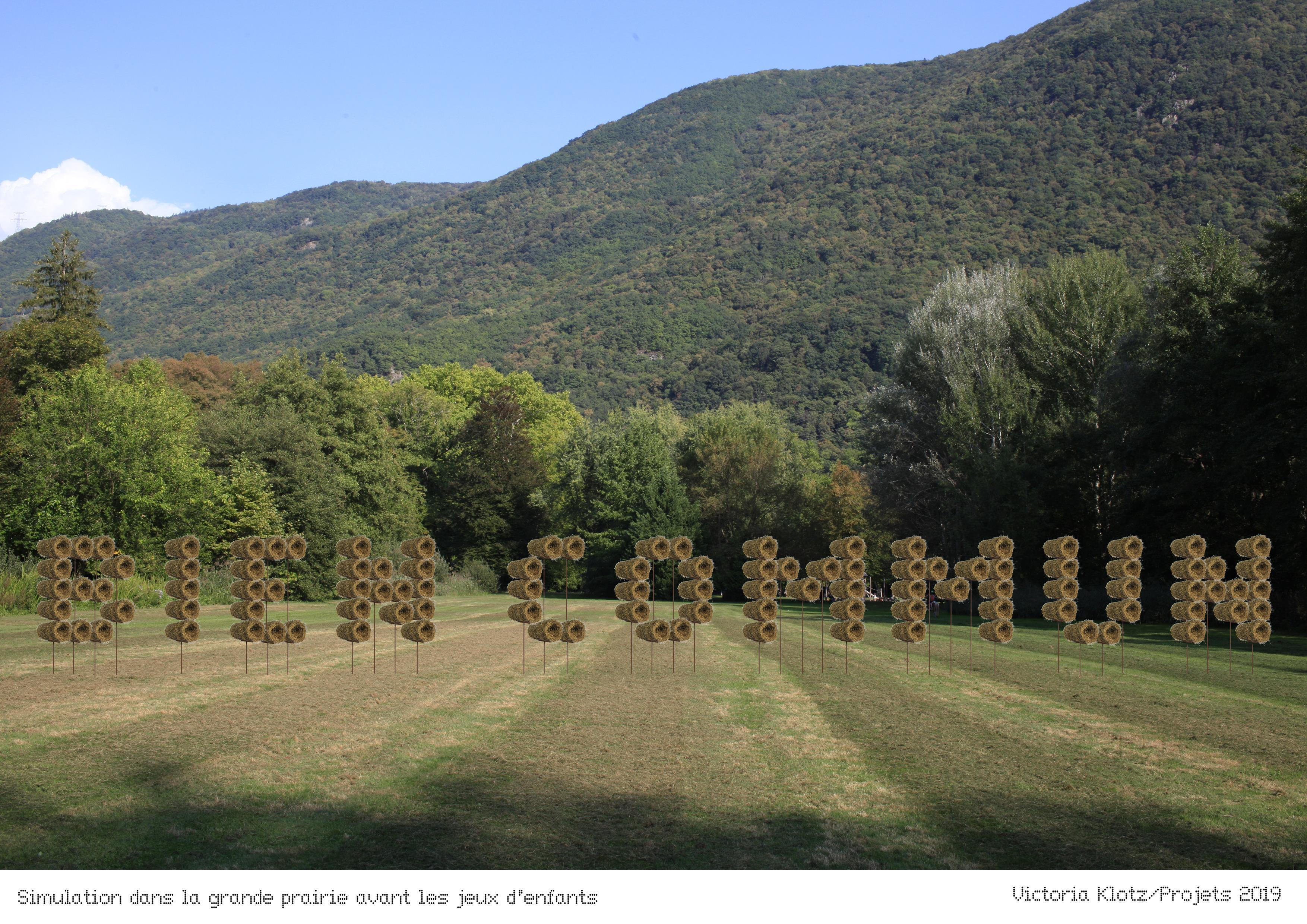
Bien commun de Victoria Klotz (d).
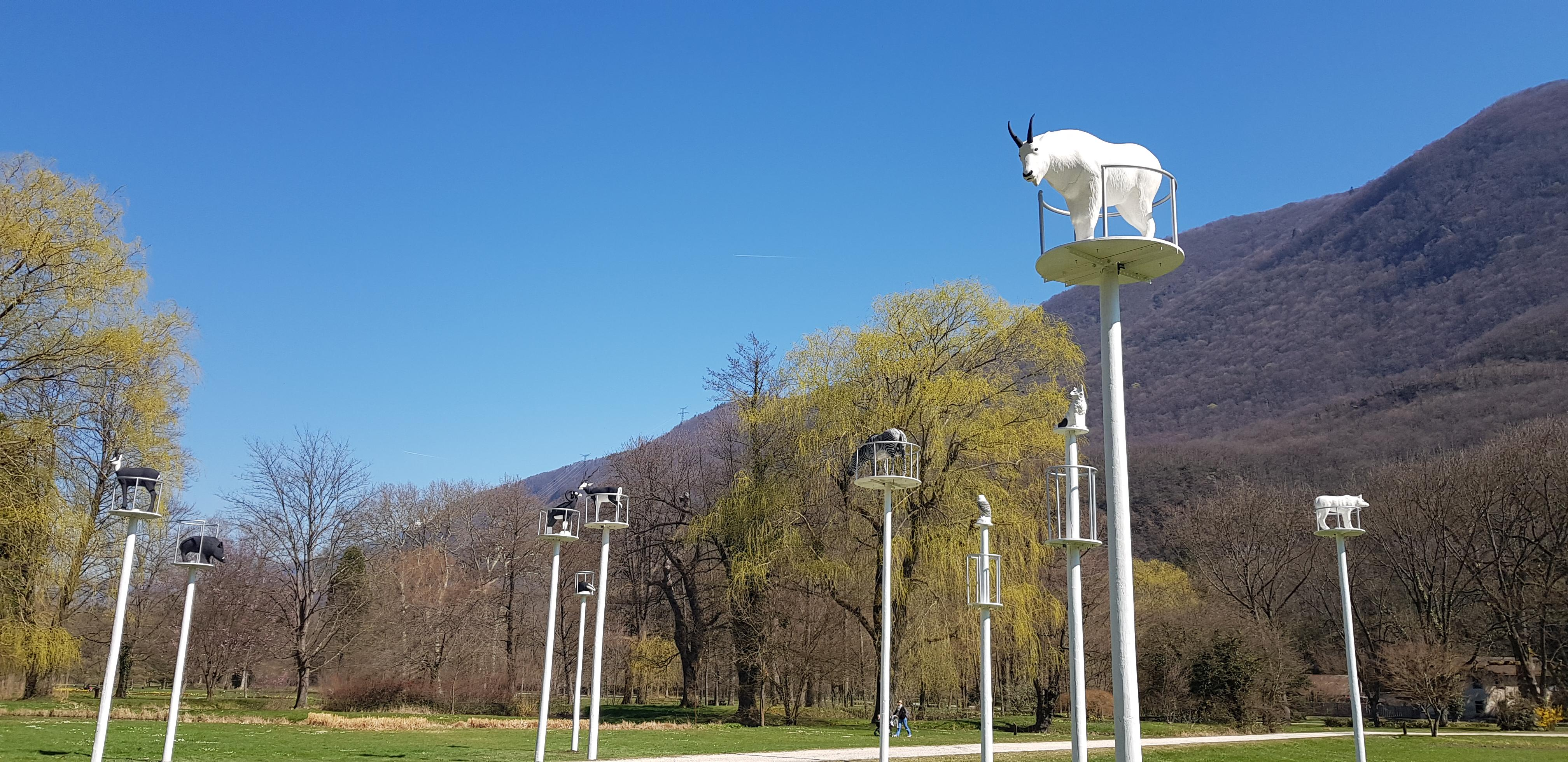
Les sentinelles de Victoria Klotz.
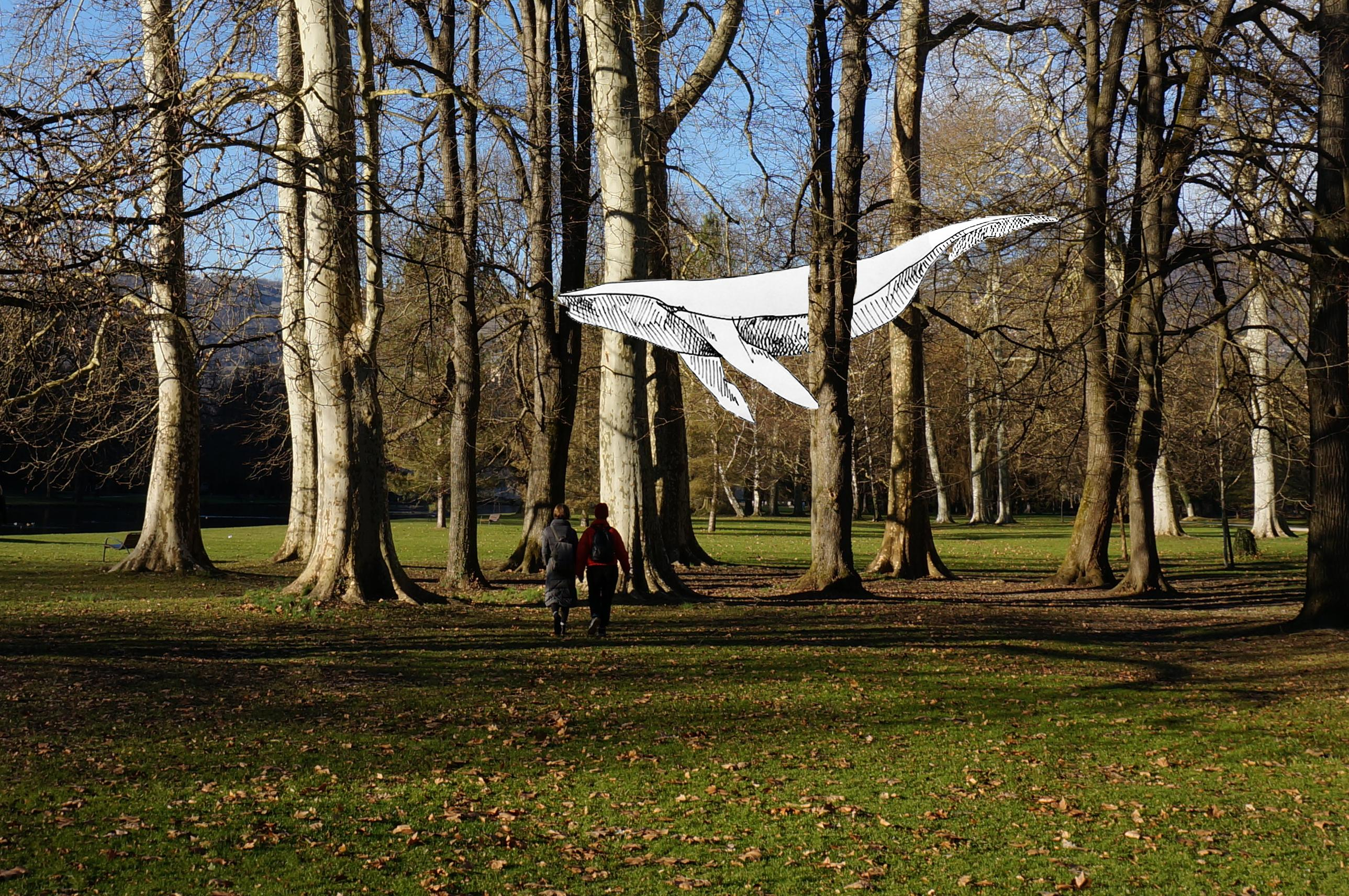
Mémoire d'eau de Cyrille André.

## Archives du château
De nos jours, les archives du château et de la famille Perier représentent 125 mètres linéaires de cartons, et sont conservées aux Archives départementales de l'Isère.

## Tournage de film
En 1948, le cinéaste Jean Cocteau tourna des scènes d'extérieur au Domaine de Vizille pour son film L'Aigle à deux têtes.

## Accès
Vizille est à 16 kilomètres de Grenoble. L'accès se fait soit par Le Pont-de-Claix, Brié-et-Angonnes ou Uriage-les-Bains. Il existe un service régulier d'autocars Transisère (lignes Express 3 et 3000). Le parking du centre des congrès La Locomotive sur la D524 à l'entrée de Vizille depuis Uriage est gratuit.